# لیک سنت لوئیس (میزوری)
لیک سنت لوئیس (به انگلیسی: Lake St. Louis) شهری در شهرستان سنت چارلز ایالت میزوری است که جمعیت آن در سرشماری سال ۲۰۱۰ میلادی ۱۴٫۵۴۵ نفر بوده است.